# Pedrocortesella augusta
Pedrocortesella augusta är en kvalsterart som beskrevs av Hunt 1996. Pedrocortesella augusta ingår i släktet Pedrocortesella och familjen Licnodamaeidae. Inga underarter finns listade i Catalogue of Life.